# 劉嗣煦
劉嗣煦（？年—？年），四川保寧府閬中縣人，清朝政治人物。

## 生平
順治十四年（1657年）丁酉科四川鄉試舉人，順治十八年（1661年）辛丑科詩經房中式第379名，殿試三甲二百四十七名進士，戶部觀政。歷湖北棗陽縣知縣。